# 桑德拉·亨斯特
桑德拉·亨斯特（德語：Sandra Hengst，1973年4月12日—），德国女子足球运动员。她曾代表德国国家队参加中国举办的1991年国际足联女子世界杯，结果队伍获得第四名。